# Skálda saga Haralds konungs hárfagra
Skálda saga Haralds konungs hárfagra (o la «Saga de los escaldos del rey Harald») es una saga nórdica que relata las aventuras de tres escaldos (poetas) al servicio del rey Harald I de Noruega: Olvir Hnufa, Þorbjörn Hornklofi y Auðunn illskælda, quienes emprenden una expedición a Suecia para expiar una ofensa. La historicidad de tal expedición está discutida. Se conserva en el manuscrito Hauksbók (AM 544 4.º) y fue escrita entre 1302 y 1310.